# サン＝ジェルマン＝アン＝レー城

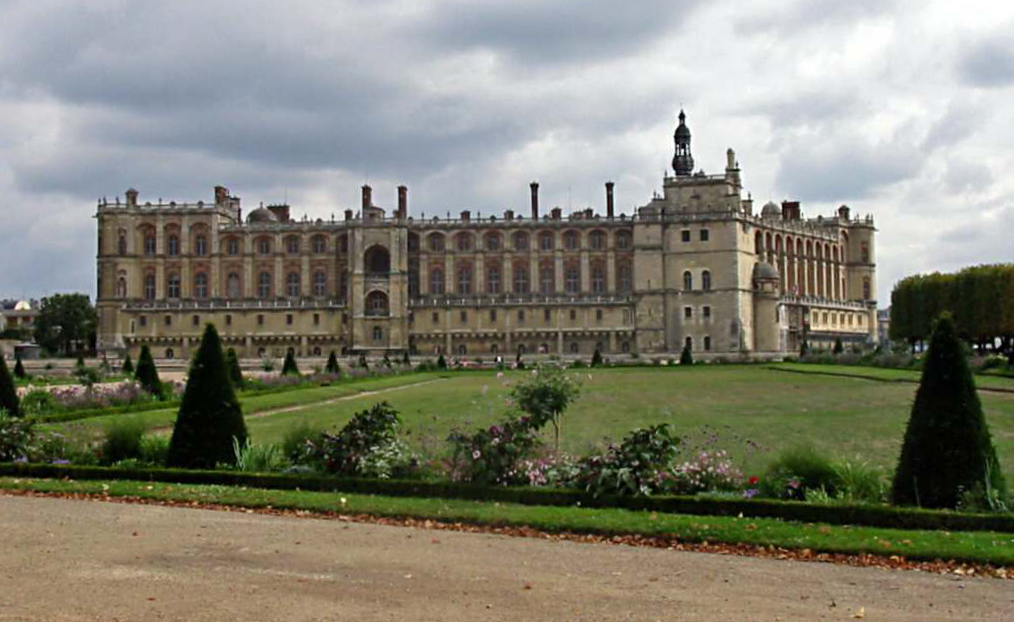
サン＝ジェルマン＝アン＝レー城

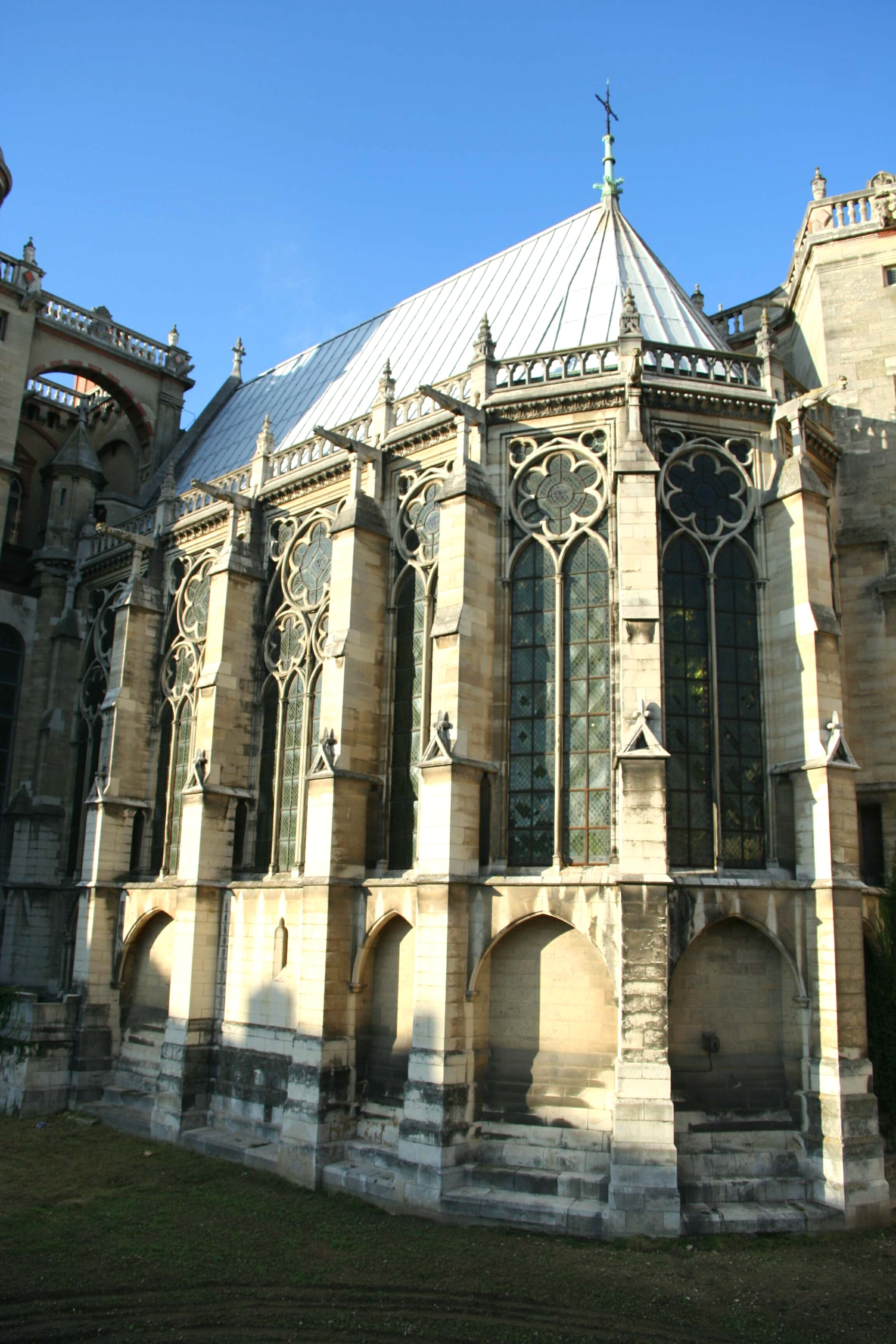
サント＝シャペル

サン＝ジェルマン＝アン＝レー城 (サン＝ジェルマン＝アン＝レーじょう、Château de Saint-Germain-en-Laye , フランス語発音: [ʃɑto də sɛ̃ ʒɛʁmɛ̃ ɑ̃ lɛ]) は、フランスのパリの西方19 km 、イヴリーヌ県のサン＝ジェルマン＝アン＝レーのコミューンにある王宮である。
今日、城には国立考古学博物館( Musée d'Archéologie Nationale )が入っている。

## 歴史

### 12世紀～13世紀
最初の城は、「大砦 Grand Châtelet 」と名付けられ、ルイ6世により1122年頃に現在地に建設され、1230年代にルイ9世
により拡張された。
城にあるサン・ルイ教会はルイ9世時代のもので、フランスゴシック建築のレイヨナン式に分類される。
1238年の憲章でルイ9世は定期的に礼拝に通うようになった。
これは、王宮内に教会が建設された初めての例である。
このサント・シャペル教会は、聖荊冠や聖十字架を納めるための場所であった。
その設計と建築は、のちに聖ルイ王が1240年から1248年にかけてパリのパレ・ド・ジュスティス内に建築した有名なサント・シャペルを予感させる。
両教会の建物は、ルイお気に入りの建築家ピエール・ド・モントルイユによる。
彼は、サン＝ジェルマン＝アン＝レー城で成功した構造上の手法を、パリのサント・シャペルでも採用した。
身廊は1つで、その端はシュヴェで終わる。
壁のほとんどの部分は、最上部まで厚みのないガラス窓で占められる。
窓と窓の間は、外側を大きな控え壁に支えられている。
ヴォールトの尖頭アーチはベイの間の円柱に乗り、円柱の土台は低い位置で独立したアーケードの背後に位置する。
このように、内部にはなんらの支柱もなしで、開放的な大空間を生み出している。
多数の窓も、金属製の部品を壁の構造に組み込み、石の安定性を支えるというピエール・アルメ( pierre armée )の技術に支えられている。
西の壁は、ゴシックのレイヨナン式のバラ窓で飾られている。
1238年にボードゥアン2世が、ルイ王に聖遺物の荊冠を譲り渡したのはこの教会であり、パリのサント・シャペルが1248年4月に奉献されるまで、聖遺物はこの教会に保管されていた。
城は1346年、エドワード黒太子に火を放たれ、ゴシック建築の教会だけが中世の時代から現代まで残されている。
1360年代、古い基盤の上に、シャルル5世は「旧城 Château Vieux 」を再建した。

### 16世紀～18世紀

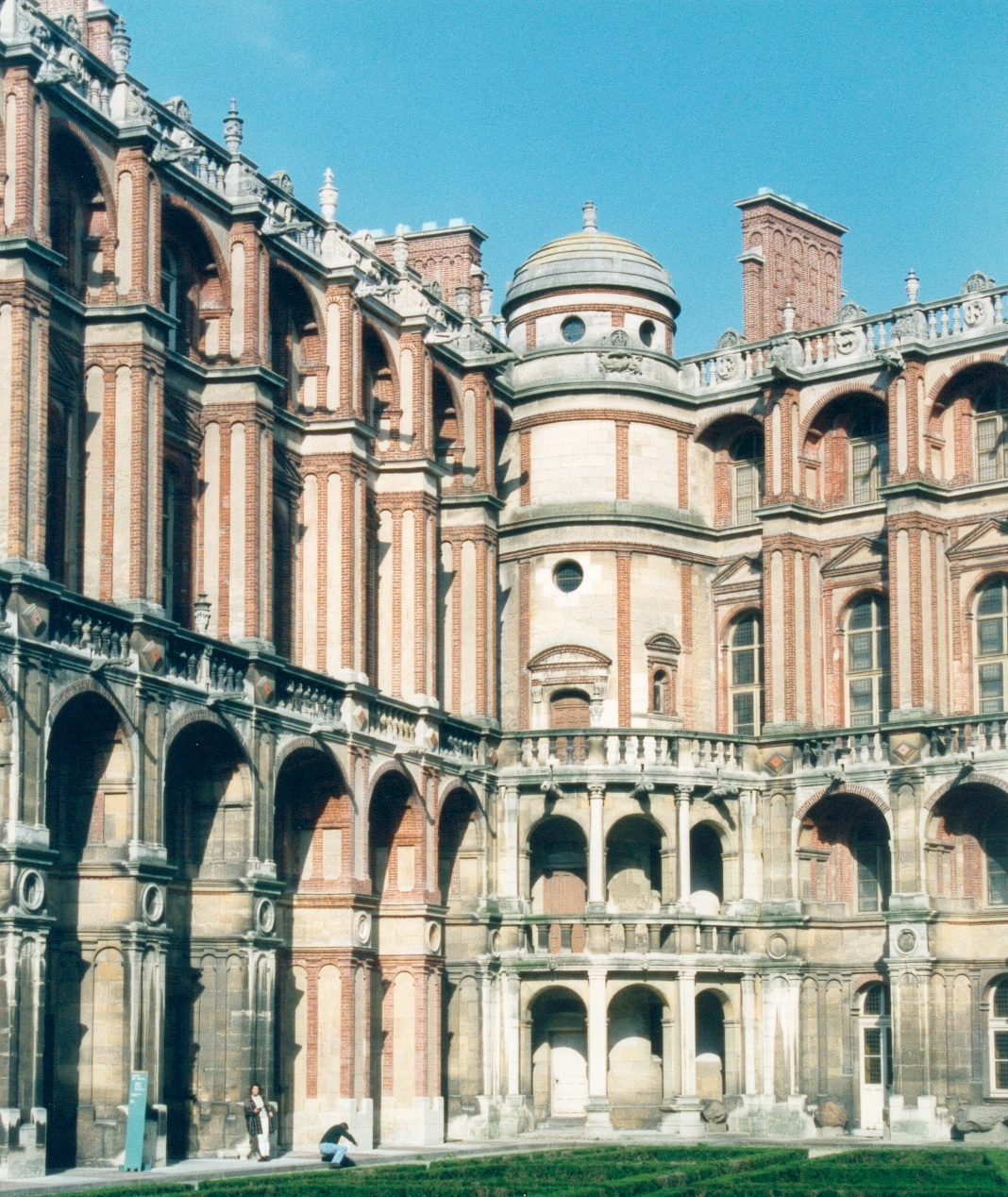
中庭の角にある階段塔

現在の城に残る最も古い部分は1539年にフランソワ1世によって再建された箇所であり、その後、幾度かに渡って拡張されている。
1547年7月10日、政争から生じた敵対関係は、この城を舞台についに流血の事態を迎えた。
前評判に反して、第7代ジャルナック男爵ギー・シャボーが、シャテニュレーの領主フランソワ・ド・ヴィヴォンヌに勝利、ジャルナックの戦いを引き起こした。
アンリ2世は城の隣に、フィルベール・ド・ロームの設計による新しい城「新城 le Château Neuf 」を建設した。
エティエンヌ・デュ・ペラック監督のもと、新城は斜面の上に建設された。
その斜面は、傾斜した大きなテラス3つを形作り、そこからより小さなサブのテラスへも抜けられた。
テラスの先は、線対称形になった階段と傾斜路で、その対称軸はセーヌ川の河岸までつながっていた。
このデザインは、バニャイアにあるヴィラ・ランテから多くのヒントを得ている。 

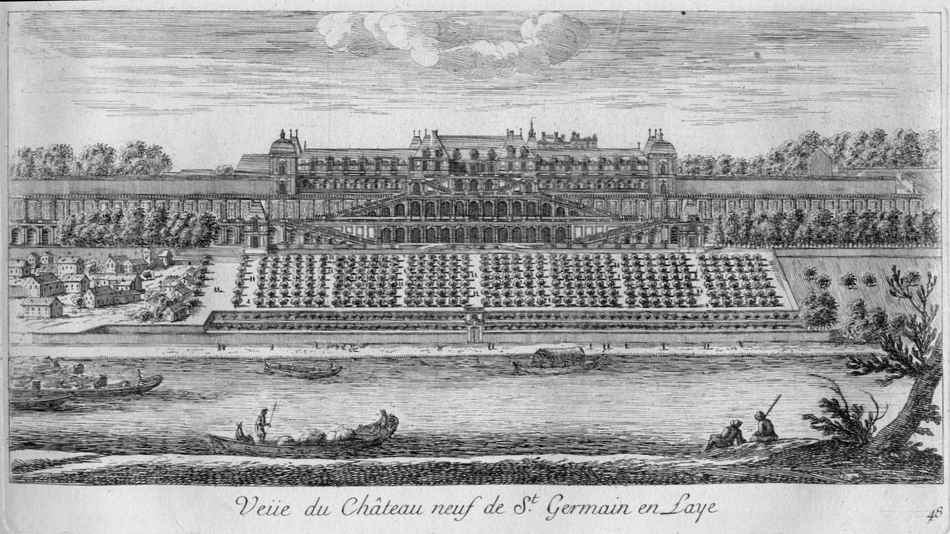
Vue du Châteauneuf de St-Germain-en-Laye 、イスラエル・シルヴェストル作のエッチング。ル・ノートルによる1660年の改装以前のテラスが記録されている。

サン＝ジェルマン＝アン＝レー城の庭は、フランスに導入されたイタリア式庭園の1つであり、フランス式庭園の基礎ともなった。
元来、城は防御のためにわざわざ難しい土地を選んで建設される。
城との因果関係をもとに配置されるパルテッレとは異なり、新しい庭では、パルテッレ、砂利道、噴水と鉢、様式をふまえた植栽が正確な線対称のデザインに整えられ、その対称軸は、建物のファサードの対称軸にきちんと揃えられている。
このような様式は、1650年以降アンドレ・ル・ノートル作の庭でその絶頂期を迎えた。
クロード・モレの『 Théâtre des plans et jardinage 』によれば、パルテッレは1595年、アンリ4世のためにモレが設計した。
モレは、アネで経験を積み、王室庭師の権門の創始者となった。
モレがサン＝ジェルマン＝アン＝レー城に設計したパルテッレの1つを、オリヴィエ・ド・セール画『 Le théâtre d'agriculture et mesnage des champs 』(1600年)に見ることができる。
またシャトー・ヌフと一連のすばらしいテラスの全体像を、1614年トマソ・フランチーニ作の彫版で見ることができる。

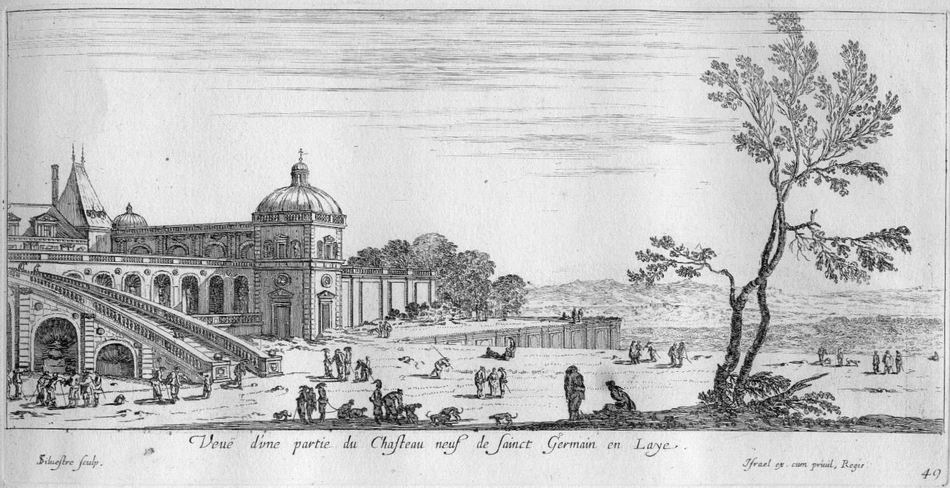
シルヴェストル作、新城の最上階テラスの眺め。詩的許容として、放置されたありさまが描かれる。

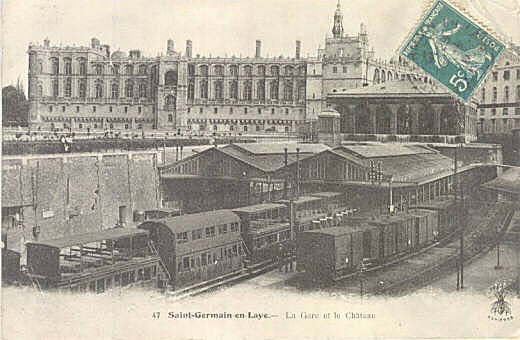
城はRER A線サン＝ジェルマン＝アン＝レー駅に近く、サン＝ジェルマン＝アン＝レーの街の中心にある。

ルイ14世は1638年、サン＝ジェルマン＝アン＝レー城で生まれた。
デュ・ペラック時代の擁壁の1つが1660年に崩れており、ルイ14世は1662年、庭の修復を行った。
成長したルイ14世は、1666年ここに宮廷を開いたが、彼は旧城の方を好んだ。
新城は打ち捨てられ、1660年代に破壊された。
1663年から1682年の間に宮廷は完全にヴェルサイユに移り、彼が不運なニコラ・フーケから引き継いだルイ・ル・ヴォー、ジュール・アルドゥアン＝マンサール、アンドレ・ル・ノートルのチームは、古い大建築物をよりふさわしい景観にしようと努めた。
ル・ノートルは1669年から1673年にかけて庭を改修し、2.4 kilometre の長さに及ぶ石造りのテラスからは、セーヌ川の谷や、遠くにパリの街を眺めることができた。
ルイ14世は、名誉革命のため1688年にイングランド王ジェームズ2世が英国から亡命してくると、この城を彼に提供した。
ジェームズ王はこの城に13年の間起居し、この間に娘ルイーザ・マリア・テレーザ・ステュアートをもうけている。
ジェームズ王はサン＝ジェルマン教会の近くに葬られた。
妻のメアリー・オブ・モデナは城にとどまり、1718年にそこで没した。
息子のジェームズ・フランシス・エドワード・ステュアートは1716年に城を出て、最終的にはローマに居を構えた。
多くのジャコバイト（追放されたスチュアート朝の支持者）は、フランス革命が勃発した1793年に城を去った。
ジャコバイトの多くはかつてのジェームズ2世の宮廷のメンバーであり、城の管理者であるノアイエ公爵は、恩給受給者である彼らの死によって城内の居室が空くと、その未亡人や子息たちに部屋を引き継がせた。
サン＝ジェルマンに置かれたジャコバイトの亡命団は、1750年代はまだ優勢だったが、周囲の敵意をかき立ててもいた。
1766年に保護者だったノアイエ公爵が亡くなると、英国の優位性はまたたくまに失われ、フランス人に居室が与えられた。
スチュアート朝の最後の住人はテレーザ・オコンネルで、彼女は1778年に死去した。
フランス革命時の1793年、政府により城が接収されて居室を放逐された時点で、英国スチュアート朝最後の直系は、大多数がフランス系の名を名乗っていた。

### 19世紀～21世紀
19世紀には、ナポレオン・ボナパルトが騎兵隊将校の訓練所を城に置いた。
1862年にはナポレオン3世がウジェーヌ・ミレーによる修復を開始した。
1867年には国立考古学博物館が置かれ、フランスの考古学資料を展示している。
1879年にミレーが死去すると、オーギュスト・ラフォイエが修復の責務を引き継ぎ、1889年まで継続した。
彼と、その後継者オノレ・ダウメが目指したのは、フランソワ1世のフランス・ルネサンス様式を再現することであった。
1919年9月10日、城を舞台に、第一次世界大戦連合国とオーストリア第一共和国の間にサン＝ジェルマン条約が締結された。
1940年から1944年にかけてのドイツ占領の間、城はドイツ軍にフランス本部として使用された。
2005年、博物館は「国立考古学博物館 Musée d'Archéologie Nationale 」と改名された。
その収蔵物には、旧石器時代のものからメロヴィング朝時代のものまで含まれる。